# Michael Smith (regista)
Michael Smith (...) è un regista e produttore televisivo statunitense.
Smith è principalmente conosciuto per essere stato regista e produttore della serie Law & Order - Unità vittime speciali.

## Carriera
Altre serie a cui ha preso parte come produttore esecutivo sono Satisfaction e Criminal Intent, mentre come regista ha diretto alcuni episodi di Suits, Covert Affairs, Burn Notice - Duro a morire, White Collar - Fascino criminale e ancora Criminal Intent.